# Alain Robbe-Grillet
Alain Robbe-Grillet (IPA: [a'lɛ̃ ʁɔb gʁi'je]) (n. 18 august 1922, Saint-Pierre-Quilbignon⁠(d), Bretagne, Franța – d. 18 februarie 2008, Caen, Franța) a fost un scriitor și producător de filme francez. Numit «șef al noului roman francez» și «papă al Noului Roman francez», a fost ales membru al Academiei Franceze, la 25 martie 2004,  înlocuindu-l pe Maurice Rheims. Soția sa a fost romanciera Catherine Robbe-Grillet.

## Biografia

### Studiile
Fiu al inginerului Gaston Robbe-Grillet, director al unei fabrici de hârtie, și al lui Yvonne Canu, fiica unui ofițer de marină, Alain Paul Robbe-Grillet s-a născut la Brest, în Finistère, la 18 august 1922. A urmat, între 1933-1939, studiile secundare la Liceul Buffon din Paris, la cel din Brest, apoi la Liceul Saint-Louis de la Paris.
În 1942 a intrat la Institutul național agronomic de la Paris, unde, în 1945, a  obținut diploma de inginer. În iulie 1943, Alain Robbe-Grillet a trebuit să-și întrerupă studiile, fiind trimis la muncă obligatorie în Germania, ca turnător la fabrica de tancuri Panther din  Nürnberg, până la eliberare în august 1944.
În 1948, a plecat în Bulgaria pentru a participa în cadrul brigăzilor internaționale de reconstrucție la lucrările de pe șantierul căii ferate Pernik - Vuluiek.

### Inginer agronom
Lucrează la Institutul național de statistică de la Paris (1945-1948), apoi inginer la Institutul de fructe și citrice coloniale, în Maroc, în Guineea Franceză, în Martinica și în Guadeloupe (1949-1951).

### Scriitor și cineast
Alain Robbe-Grillet se consacră literaturii și devine unul dintre teoreticienii și reprezentanții Noului Roman, pe care îl teoretizează, în parte, în 1963 în „Pentru Noul Roman”, culegere de articole publicate în special în L'Express. Robbe-Grillet se ilustrează cu primul său roman Les Gommes, care apare în anul 1953. Între 1955 și 1985, este consilier literar la Éditions de Minuit din Paris.
Primele sale lucrări au fost apreciate de către mari critici ai literaturii franceze, între care Roland Barthes și Maurice Blanchot.
Lucrează, de asemenea pentru cinema, îndeosebi scenariul filmului L'Année dernière à Marienbad, realizat de Alain Resnais, în 1961. Încetul cu încetul, romanele sale trec spre erotism și spre «autobiografia fantasmatică».
Romanele lui Alain Robbe-Grillet au fost uneori mai apreciate în străinătate decât în Franța, îndeosebi în Statele Unite ale Americii, cel puțin în mediile universitare. 
Filmele pe care le-a realizat oscilează între erotism și sado-masochism. Era cunoscut ca un adept al sado-masochismului, mai ales după căsătoria sa în 1957 cu actrița și scriitoarea Catherine Robbe-Grillet, născută Rstakian în 1930, și cunoscută ca autoare de romane erotice cu subiect sado-masochist, sub pseudonimul literar Jeanne de Berg sau Jean de Berg. Cuplul nu a avut copii.
Din 1972 până în 1997, Alain Robbe-Grillet predă în Statele Unite ale Americii, la Universitatea din New-York (NYU) și la Washington University din Saint Louis (Missouri), și conduce Centrul de sociologie a literaturii la Universitatea din Bruxelles, între 1980 și 1988. Participă, de asemenea, la Înaltul comitet pentru apărarea și expansiunea limbii franceze între 1966 și 1968.

### Sfârșitul vieții
Alain Robbe-Grillet a murit în noaptea de duminică 17 spre luni 18 februarie 2008, din cauza unei crize cardiace, la Caen, în Calvados.

## Opera
- Un régicide, 1949;
- Les Gommes, 1953;
- Le Voyeur, 1955;
- La Jalousie, 1957;
- Dans le labyrinthe, 1959;
- L'Année dernière à Marienbad,  ciné-roman, 1961;
- Instantanés, 1962 (nuvele);
- Pour un nouveau roman, 1963 (eseuri);
- La Maison de rendez-vous, 1965;
- Projet pour une révolution à New-York, 1970;
- Topologie d'une cité fantôme, 1976;
- Souvenirs du Triangle d'Or, 1978 ;
- Djinn, 1981;
- Le miroir qui revient, 1985, (ficțiuni cu caractere autobiografic);
- Angélique ou l'enchantement, 1988, (ficțiuni cu caractere autobiografic);
- Les Derniers Jours de Corinthe, 1994, (ficțiuni cu caractere autobiografic);
- La Reprise, 2001
- Le Voyageur, essais et entretiens, 2001, (eseuri)
- Un roman sentimental[24], 2007.